# Jüdische Friedhöfe in Bad Bentheim

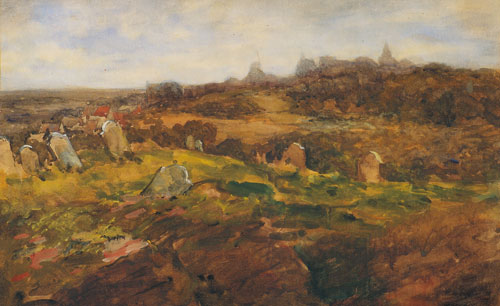
Der jüdische Friedhof in Bentheim („Judenkerckhof te Bentheim“), Aquarell von Jacob Maris (1837–1899)

Es sind drei Jüdische Friedhöfe in der niedersächsischen Stadt Bad Bentheim dokumentiert.

## Alter Jüdischer Friedhof Bad Bentheim
Auf dem alten jüdischen Friedhof im Osten der Innenstadt, auf den Bentheimer Bergen, der im 17. Jahrhundert angelegt wurde, befinden sich 33 Grabsteine. Der älteste datierte Grabstein stammt aus dem Jahr 1806, der jüngste datierte aus dem Jahr 1866. Der Friedhof „in den Bergkämpen“ ist 598 m² groß.

## Neuer Jüdischer Friedhof Bad Bentheim
Der neue jüdische Friedhof An der Hilgenstiege wurde von 1874 bis 1931 belegt. Auf ihm befinden sich 45 Grabsteine. Der 639 m² große Friedhof wurde 1971 verwüstet.

## Jüdischer Friedhof Gildehaus
Auf dem jüdischen Friedhof Am Westhang, der ab 1746 belegt wurde, befinden sich zwei Grabsteine und weitere Bruchstücke. In der NS-Zeit wurde der Friedhof völlig verwüstet. Die Grabsteine wurden weggeschleppt, in Stücke geschlagen und dienten im Garten eines NSDAP-Funktionärs als Wegplatten. Es blieb nur ein Grabstein vollständig erhalten. Nach 1945 wurden Bruchstücke von anderen Grabsteinen auf Gräbern aufgestellt oder abseits gestapelt. Überlebende der jüdischen Gemeinde Bentheim errichteten 1945 in Gildehaus einen Gedenkstein. 1953 wurde der damals 1287 m² große Friedhof im Gildehauser „Esch“ an die Jewish Trust Corporation rückerstattet. 1960 wurden davon 85 m² belegte Fläche an den Landesverband übertragen und 1202 m² an die politische Gemeinde verkauft.